# 出版不況
出版不況（しゅっぱんふきょう）とは、1990年代末から言われるようになった日本の出版業界の不況について指す言葉。「活字離れ」も参照。
市場規模の観点から、出版産業は1996年をピークに年々縮小する傾向が見られる。

## 概要
1996年の2兆6563億円をピークとして2017年現在の売上は1兆3701億円と約1兆3000億円減少している。1970年代から雑誌が書籍の売上を上回る「雑高書低」が続いていたが2016年、41年ぶりに逆転する。雑誌は19年連続、書籍は10年連続の前年比割れが続いている。電子書籍の市場は好調で前年比16.0%増の2215億円であった。
2018年（1〜12月期累計）の紙と電子を合わせた市場規模（推定販売金額）は、1兆5,400億円（前年比3.2%減）である。そのうち紙市場は1兆2921億円（5.7%減）で、14年連続の前年割れ、電子市場は2,479億円（11.9%増）で、過去最大を更新した。
出版科学研究所によれば、2022年の出版市場規模（紙と電子の合計）は1兆6305億円（前年比2.6%減）で、4年ぶりに前年を下回った。紙の推定販売金額は1兆1292億円（前年比6.5%減）、電子出版は5013億円（前年比7.5%増）で、伸び幅は2014年に統計を始めて以来初めて1桁台となった。
出版不況の原因のひとつとして挙げられるのが、「出版社 - 取次」間の問題として、老舗出版社や大手出版社と新規開業した出版社や中小出版社とを比較した場合「歩戻し」や「注文品の支払保留」などの取引条件に関して、後者の方がより厳しい状況に立たされているという点がある。また、これらの取引条件についての合理的な基準が明示されていないといった点も指摘されている。また、電子書籍への対応が追いついていないため、さらなる不振も予測されている。
紙の出版業界が衰退した結果、「編集者のチェックを受けている出版物」（=いわゆる普通の「書籍」）の供給が質・量ともに減少し、「正確な知識の伝播」が損なわれる。また、書籍に替わる新規の知識獲得手段であるインターネットを利用できない情報弱者の知識獲得手段が奪われることとなる。その結果として、国民の知る権利が損なわれるとの懸念もある。
また日本では、紙の出版不況の結果として書店数の急激な減少、特に「町の本屋」である小規模書店の廃業が続いている。詳細は「書店#書店数の減少」を参照。
なお、公共図書館におけるベストセラー書籍の「複本購入問題」として、同一書籍を大量に何冊も購入する事例を「買い占め」の観点から問題視されたことについては、2004年に日本図書館協会が調査報告を公表している。
- 調査対象の図書館1館あたりのベストセラーの所蔵冊数は平均で2冊未満しかなく、大量に所蔵しているとは言えない。
- 貸出数が、発行部数と貸出数の合計に占める割合である「図書館提供率」の平均は、2002年のベストセラーにおいては9%程度で、それほど高い数値には見えない。
- 文芸書のベストセラーについては、サンプルが少なく断定的なことは言いにくいが「図書館提供率」はかなり高い。
- 逆に、発行部数が1000 - 3000部の書籍では「図書館購入率」が5 - 10%を超えるものが目立ち、こうした書籍の実売部数は図書館が支えているとも言える。

## 年表
| 年   | 月 | 事柄 |
| ---- | -- | --- |
| 1998 | 5  | リブロポート・トレヴィル、廃業。 |
| 1998 | 11 | 中央公論社、読売新聞社に買収される。 |
| 1998 | 12 | ジャパン・ミックス、倒産。 |
| 1999 | 1  | 三田工業の倒産に伴い三田出版会、営業停止。版権は出版文化社に譲渡。 |
| 1999 | 3  | スコラ社、廃業。 |
| 1999 | 5  | 主婦の友社、角川書店へ販売業務委託。後に業務提携解消。 |
| 1999 | 5  | 光琳社、倒産。 |
| 1999 | 6  | 美術書専門出版社の京都書院、倒産。 |
| 1999 | 9  | 新声社、自己破産。 |
| 1999 | 9  | 青人社、倒産。 |
| 1999 | 9  | 婦人画報社、アシェット・フィリパッキ・ジャパンと合併。フランスのアシェット社の日本法人となる。 |
| 1999 | 11 | 福岡の積文館書店、倒産。一部店舗を新会社に改組し営業継続中。 |
| 1999 | 11 | 篠原出版株式会社、倒産。2000年2月株式会社篠原出版新社として鍬谷書店の出資の下、書籍および雑誌の発刊を継続。 |
| 1999 | 12 | 書籍訪問販売大手のほるぷ、倒産。 |
| 1999 | 12 | 老舗取次の柳原書店、倒産。 |
| 2000 | 1  | 関西の老舗書店チェーンである駸々堂書店、自己破産。 |
| 2000 | 1  | 釣りの友社、自己破産。 |
| 2000 | 2  | 日販の経営危機が報道される。165億円の不良債権を公表。またこの年、創業以来初の赤字決算。 |
| 2000 | 3  | 徳間書店インターメディア、親会社徳間書店に吸収合併。 |
| 2000 | 5  | ペヨトル工房、解散。 |
| 2000 | 9  | 文芸出版社の小沢書店、自己破産。 |
| 2000 | 10 | アクセラ、事業停止。 |
| 2000 | 11 | 老舗取次の北隆館書店（戦前まで出版取次をしていた北隆館とは別）、倒産。 |
| 2000 | ?  | ベネッセ、出版事業のうち育児・教育・辞典などを残し、文芸・人文書・文庫などの出版から撤退。 |
| 2001 | 1  | 同文書院、民事再生法の適用を申請。出版事業は継続中。 |
| 2001 | 2  | プレジデント社、小学館に買収される。 |
| 2001 | 12 | 人文書を中心とした中堅取次の鈴木書店、倒産。 |
| 2001 | 12 | 弘済出版社、交通新聞社を吸収合併し、新社名を交通新聞社とする。 |
| 2002 | 2  | 料理に関する専門出版社の柴田書店、民事再生法の適用を申請。出版事業は継続中。 |
| 2002 | 4  | 勁文社、倒産。 |
| 2002 | 4  | 同朋舎、倒産。 |
| 2002 | 6  | 社会思想社、倒産。 |
| 2002 | 9  | ワラヂヤ出版、破産。 |
| 2002 | 11 | 梧桐書院、民事再生法の適用を申請。出版事業は継続中。 |
| 2003 | 1  | 婦人生活社、破産。 |
| 2003 | 3  | アミューズブックス、解散。 |
| 2003 | 4  | 老舗書店の近藤書店銀座店が閉店。現在は近藤書店本部として無在庫店舗。 |
| 2003 | 8  | 日刊工業新聞社、産業活力再生特別措置法の適用を申請。出版事業は継続中。 |
| 2003 | 11 | デジキューブ、自己破産。 |
| 2004 | 3  | 角川HD、アスキー・エンターブレインの持株会社メディアリーヴスに対しTOBを行い子会社化。 |
| 2004 | 7  | 立風書房、学習研究社へ吸収合併される。 |
| 2004 | 7  | 青山ブックセンター、民事再生法の適用を申請。のちに洋書取次・日本洋書販売の子会社洋販ブックサービスのもとで青山ブックセンター・流水書房として営業再開。 |
| 2004 | 11 | パートワーク系書籍出版社デル・プラドの日本法人デル・プラド・ジャパン、自己破産。 |
| 2004 | 12 | アルプス社、民事再生法の適用を申請。翌月にヤフーの子会社化。のちヤフーに吸収合併され解散。 |
| 2005 | 4  | 全日法規（ぜんにち出版）、特定商取引法違反により電話勧誘販売業務を1年間業務停止処分。 |
| 2005 | 4  | 芝ホールディングス（旧：徳間書店）、出版事業業を徳間書店に譲渡 |
| 2005 | 5  | ソフトマジック、破産。 |
| 2005 | 9  | 東海地方の出版取次・三星（みつぼし）、自己破産。 |
| 2006 | 1  | 辰巳出版傘下の日東書院本社がNS管理（旧：日東書院）の出版事業を取得。 |
| 2006 | 4  | ビブロス・ハイランド・碧天舎、自己破産。 |
| 2006 | 7  | ロシア／旧ソ連関係書籍輸入・販売の出版社ナウカ、倒産。 |
| 2006 | 11 | 山と溪谷社、インプレスHDに買収されグループ企業になる。 |
| 2006 | 11 | アポロコミュニケーションなどの3社が民事再生法申請、のち2007年にぶんか社の子会社化。 |
| 2007 | 4  | リーフ出版・雄飛、破産。 |
| 2007 | 4  | ティーケーパートナーズの破産に伴い英知出版、連鎖倒産。 |
| 2007 | 4  | 書籍販売の王様の本、倒産。 |
| 2007 | 9  | あおば出版、破産。 |
| 2007 | 9  | 桃園書房・司書房、自己破産。 |
| 2007 | 9  | 朝日ソノラマ廃業、朝日新聞社へ版権譲渡。 |
| 2007 | 10 | エクスメディア、自己破産。 |
| 2007 | 12 | 山海堂、倒産。 |
| 2008 | 1  | 新風舎、民事再生法の適用を申請するも18日付で同手続きの廃止決定。破産手続き入り。事業は文芸社へ譲渡。 |
| 2008 | 1  | 草思社、民事再生法の適用を申請。出版事業は継続。のちに文芸社の子会社化。 |
| 2008 | 1  | はまの出版が自己破産申請。 |
| 2008 | 3  | アスコム、民事再生法の適用を申請。出版事業は継続中。 |
| 2008 | 4  | 朝日新聞社、出版事業を朝日新聞出版として分社化。 |
| 2008 | 4  | 角川HD傘下のメディアワークス、同じ角川HD傘下のアスキーを吸収合併。新社名をアスキー・メディアワークスとする。 |
| 2008 | 4  | 大阪書籍、大阪地方裁判所に民事再生法の適用を申請。出版事業は継続中。日本文教出版に教科書の版権を譲渡。 |
| 2008 | 6  | 九天社、自己破産。 |
| 2008 | 7  | 日本洋書販売、自己破産&洋販ブックサービス、民事再生法の適用を申請。のちに青山ブックセンター・流水書房の事業をブックオフコーポレーションへ譲渡。 |
| 2008 | 8  | 書籍販売の明林堂書店、民事再生法の適用を申請。 |
| 2008 | 11 | 中経出版が新人物往来社の出版部門の経営権を譲受 |
| 2009 | 2  | 中経出版が角川グループホールディングスの子会社化。 |
| 2009 | 3  | メディア・クライスが東京地方裁判所に自己破産を申請。 |
| 2009 | 3  | ユーリーグが東京地裁に民事再生法の適用を申請し、事実上倒産した。中心事業はいきいき株式会社に譲渡した。 |
| 2009 | 4  | 雄鶏社が東京地裁に自己破産を申請。 |
| 2009 | 5  | 一橋出版が自己破産を申請。 |
| 2009 | 8  | 社会保険新報社が自己破産。 |
| 2009 | 8  | エム・ピー・シーが自己破産。 |
| 2009 | 9  | ゴマブックスが東京地裁に民事再生法の適用を申請。 |
| 2009 | 9  | デプロが自己破産を申請。 |
| 2010 | 1  | 日本スポーツ出版社が破産申請。 |
| 2010 | 1  | 鉄道ジャーナル社、成美堂出版の傘下に入る。 |
| 2010 | 3  | CCREが民事再生法の適用を申請。 |
| 2010 | 6  | 長野県専門出版社一草舎が任意整理解散。 |
| 2010 | 8  | 工業調査会が事業停止。 |
| 2010 | 9  | 東京三世社が2年かけて廃業。 |
| 2010 | 10 | 理論社が民事再生法の適用を申請。 |
| 2010 | 11 | KI&Companyが倒産。 |
| 2012 | 8  | 日本放射線技師会出版会（中村幸子代表）が破産。帝国データバンクによると、負債総額は1億6300万円。 |
| 2012 | 8  | 健康医学社、破産。 |
| 2012 | 11 | レッスンの友社が事業停止。 |
| 2012 | 12 | 武田ランダムハウスジャパンが倒産。 |
| 2012 | 12 | どうぶつ社が廃業。 |
| 2013 | 7  | 明文図書が自主廃業。 |
| 2014 | 4  | インフォレストが事業停止。 |
| 2014 | 4  | ひくまの出版、破産。 |
| 2014 | 5  | TOKIMEKIパブリッシング（角川グループに販売を委託）、破産。 |
| 2014 | 6  | 青空出版（旧・オデッセウス出版）、自己破産。 |
| 2014 | 7  | 海苑社、倒産。 |
| 2014 | 8  | 西日本情報センター、破産 |
| 2014 | 9  | 長崎出版が自己破産。 |
| 2014 | 9  | 同朋舎メディアプラン、破産。 |
| 2014 | 9  | EDI/エディトリアル デザイン研究所、代表者逝去により業務停止。 |
| 2014 | 10 | 医学芸術社とその関連の医学芸術新社が破産。 |
| 2014 | 10 | 佐久書房、倒産。 |
| 2015 | 1  | リブリオ出版、出版活動停止。 |
| 2015 | 3  | 美術出版社が東京地裁に民事再生法の適用を申請。2015年5月15日付けでカルチュア・コンビニエンス・クラブ株式会社のグループ会であるカルチュア・エンタテイメントが、同社との再建スポンサーに関する基本合意書を締結。カルチュア・コンビニエンス・クラブ株式会社のグループ会社として事業継続。 |
| 2015 | 6  | 東洋書店、事業停止。廃業へ2016年2月破産 |
| 2015 | 6  | パッチワーク通信社、自己破産。 |
| 2015 | 7  | 国土社、民事再生法の適用申請。 |
| 2015 | 11 | 双風舎、破産手続開始。 |
| 2015 | 12 | 五月書房、破産手続開始。 |
| 2015 | 12 | 協有社、破産開始決定。 |
| 2015 | 12 | 本の友社、廃業。 |
| 2015 | 12 | 幹書房、倒産。埼玉県の地域出版社として平成元年に設立。 |
| 2016 | 1  | 福昌堂、倒産。福昌堂と関連の福昌堂印刷は1月20日、東京地裁より破産開始決定を受けた。 |
| 2016 | 2  | 酣燈社、破産手続き開始。他社へ編集・発行を移管した月刊誌「航空情報」は現在も発行は続いている。 |
| 2016 | 2  | 東洋書店、破産。ロシア関連の専門書を中心としたユーラシアブックレットの扱いで有名な出版業者。25年7月期には売上高が1億円を割り込んで採算も悪化。今後も需要の回復の見込みが立たないとの判断から27年6月に事業を停止していた。                                                             |
| 2016 | 3  | 育文社、破産。同社は受験参考書、テキストなど教育分野を主力とする出版社。 |
| 2016 | 3  | 出版取次の太洋社、破産 |
| 2016 | 4  | 実業之日本社、シークエッジ・グループの傘下に入る。 |
| 2016 | 7  | 新思索社、破産。哲学書や人間学、心理学、社会学、自然系などの出版を手掛けていた。「精神と自然」や「精神の生態学」、「社会学への招待」などの専門書を出版していたが、出版不況から販売も伸び悩み、業績低迷が続いていた。こうしたなか、小泉社長が亡くなったことで事業継続を断念。          |
| 2016 | 8  | マリン企画、破産。サーフィン、ウインドサーフィン雑誌の出版を手掛けていた、編集、製作の関連子会社であるエムピーシーも倒産。 |
| 2016 | 10 | 音楽専科社、破産。ヴィジュアル系音楽雑誌、アニメ声優専門雑誌を手掛けていた。2015年の倒産した出版取次の栗田出版販売に民事再生法適用による不良債権の発生で資金繰りが悪化。 |
| 2016 | 10 | 連合通信社、破産。マスコミ関連の業界紙を手掛けていた音楽専科社の関連会社。音楽専科社の破産が連鎖した。 |
| 2016 | 11 | マガジントップ、破産。旅行雑誌、出版企画を手掛けていた。2016年社長が急死、返済の負担と重なり事業継続が困難になった。 |
| 2016 | 12 | ガム出版、破産。韓流雑誌を手掛けていた。 |
| 2017 | 1  | 日本地図共販及びキョーハンブックス、破産。地図元売捌を行っていた、キョーハンブックスは子会社。 |
| 2017 | 3  | 可成屋、破産。書道関連書籍の出版、書道・水墨画の通信講座を手掛けていた。 |
| 2017 | 4  | エフエム企画、破産。FM放送番組雑誌を出版していた。 |
| 2017 | 4  | ニューハウス出版、破産。住宅関連を手掛けていた。 |
| 2017 | 7  | 通算資料出版社、破産。産業・経済・環境分野を中心とした出版業及びセミナー企画等を行っていた。政府刊行物の省エネルギー総覧を出版していた。 |
| 2017 | 7  | 日新報道、破産。政治思想、ビジネス関連書の出版を手掛けていた。 |
| 2017 | 11 | きんのくわがた社、破産。文芸書、絵本などを手掛けていた。 |
| 2017 | 11 | 週刊住宅新聞社、破産。住宅・不動産の専門誌を発行していた、後継者問題もあり事業を停止、破産となった。出版事業は別会社に売却。 |
| 2018 | 1  | スキージャーナル、破産。スポーツ関連書籍を手掛けていた。 |
| 2018 | 3  | ケージェイ（旧：キネマ旬報社）、特別清算。出版事業は2017年3月に同名の企業へ譲渡。 |
| 2018 | 7  | 海悠出版、破産申請。釣り関連の雑誌を手がけていた。 |
| 2018 | 7  | 日刊海事通信社、破産。船舶関連の書籍を手がけていた。 |
| 2019 | 12 | 東邦出版、民事再生法の適用申請 |
| 2020 | 1  | セブン＆アイ出版、事業終了 |
| 2020 | 3  | おうふう、破産。 |
| 2020 | 4  | 商業界、破産 |
| 2020 | 4  | 金沢倶楽部、破産。 |
| 2021 | 2  | 枻出版社、民事再生法の適用申請 |
| 2021 | 7  | 水中造形センター、破産。 |
| 2021 | 12 | 看護の科学社、破産 |
| 2022 | 4  | まちなみカントリープレス、破産 |
| 2022 | 6  | 第三書房、破産 |
| 2022 | 6  | 演劇出版社、解散。 |
| 2022 | 7  | 第三書房、破産 |
| 2022 | 12 | 薬事新報社、破産 |
| 2022 | 12 | フリュー、出版事業「ヴィレッジブックス」を終了 |
| 2023 | 1  | クレタ及びクレタパブリッシング、破産 |
| 2023 | 3  | 星の環会、事業終了 |
| 2023 | 3  | アスペクト・エス・ピー・シー（旧：アスペクト）、破産 |
| 2023 | 5  | マキノ出版、破産 |
| 2023 | 5  | 京都書房、啓隆社に事業譲渡 |
| 2023 | 5  | ダイヤモンド・ビッグ社、特別清算。出版事業は2021年1月に学研ホールディングスのグループ会社へ譲渡 |
| 2023 | 5  | 理工出版社、破産 |
| 2023 | 9  | 山陽図書出版、破産 |
| 2023 | 11 | DHC、出版事業から撤退 |
| 2024 | 1  | 栃の葉書房、破産 |

## 日本以外の出版不況とその対策

### イギリス
イギリスでは出版不況が1995年の再販制崩壊の引き金を引き「不況は価格が高いせい」と大手出版社や書店が業界で結んでいた定価販売協定を脱退した。1990年代前半には独立系書店は4割近い販売シェアがあったが今は十数%に激減したといわれる。テレビと連動したタレント本など売れ筋が積まれる一方、価値の高い少部数の本は棚から消えるという『質より量』の風潮も出来た。大型チェーンが市場シェアの4 - 5割を握って値引きを迫り、出版社側も売れ筋に傾倒している。ただし、独立系書店の減少や市場における売れ筋への傾倒は、日本など他の国でも見られるため、再販制度がなくなったせいばかりであるとも言えない。
こうしたなかで最近では書店ビジネスの多様化が進められるようになっている。中堅出版社10社が提携した「インディペンデント・アライアンス」は独立系書店専用のベストセラー作家のサイン本を作ったり取引条件を大型書店と同等にしたりするなど「町の書店」の維持に本腰を入れている。こうした試みは日本の現行の硬直化した出版流通システムでは難しいと言われている。

### ドイツ
同じヨーロッパのドイツでは比較的健闘が目立つ。書籍の価格を拘束する再販制度を維持しつつ日本より効率的な流通システムを作り上げたドイツの出版界は少部数でも息長く市場に生き続けているのが特徴である。ただしドイツの書籍再販制度は新刊に限った時限再販であり、委託制ではなく買い取り制である。その点で日本の書籍再販制度とは大きく異なる。
流通の早さも日本とは段違いで、ドイツ中心部にある取り次ぎ大手リブリの巨大流通センターでは全国の書店の注文を受け50万点の在庫から本が選ばれ次々と箱詰めされていく。1日の注文数は25万冊に及ぶが在庫がある限り18時までの注文は必ず翌朝までに届ける。書店は流通ルートを持たない出版社と直接取引するよりも早く入手できる。
日本では取次会社が書店の要望と無関係に本を送ることもあるが、ドイツでは需要に応じて送るので本屋からリブリへの返品率は8%にすぎない（日本は約40%）。110万点に及ぶ書籍のデータベースが効率的な流通を支えている。業界統一の共有財産で出版社は刊行6ヶ月前にタイトルを登録するのがルールである。価格変更や絶版などの情報はその都度更新する。情報はオンラインで見られ書店はそれを元に注文する。
ドイツには、業界団体の書籍業組合が設立し、中世のギルドの伝統を受け継いだ書店人のための学校があり、読者の要望や知識欲をくみ「本を選ぶ能力」が備わった人材を育てている。ここでは、短期研修を含めて年間延べ1000人が学んでいる。返品率の低い理由の一つがここにある。
それでも経済のグローバル化に伴う資本集中の波とは無関係ではいられず「町の書店」は減っている。 環境が激変したのは2006 - 2007年頃である。大手書店同士が経営を次々統合し、DBH（約470店）とターリア（約220店）という巨大チェーンが誕生した。両社を合わせて市場シェアはまだ14%程度だが零細の「町の書店」には充分脅威となる。
新興チェーンの店舗は伝統的書店と異なる。DBHグループの「ウェルトビルトプラス」は売れ行きが落ちた本の出版権を買い取り廉価版として出版したり店員の数を抑えて安値を強調したりするといった手法をとり、廉価本チェーンや大型店を展開し加えてネットやカタログなど、資本力を生かした多様な販売網で急成長を続けている。しかし、インターネットや効率的な流通システムは小さな書店にとっての武器にもなる。18時までに注文すれば翌日には本が届くので小さな書店でも大型店やインターネットに品ぞろえで対抗できるからである。「将来は大型チェーンと特定の分野に特化した専門店だけが生き残る時代になるのではないか」と予想する人もいる。